# U-201 (tàu ngầm Đức)
U-201 là một tàu ngầm tấn công  Lớp Type VII thuộc phân lớp Type VIIC được Hải quân Đức Quốc Xã chế tạo trong Chiến tranh Thế giới thứ hai. Nhập biên chế năm 1941, nó đã thực hiện được tổng cộng chín chuyến tuần tra, đánh chìm được 22 tàu buôn tổng tải trọng 102.697 GRT và hai tàu chiến phụ trợ tải trọng 5.700 GRT, đồng thời gây hư hại cho hai tàu buôn khác. Trong chuyến tuần tra cuối cùng tại Bắc Đại Tây Dương, U-201 bị tàu khu trục Anh HMS Viscount thả mìn sâu đánh chìm tại vùng biển phía Đông Newfoundland, Canada vào ngày 17 tháng 2, 1943.

## Thiết kế và chế tạo

### Thiết kế

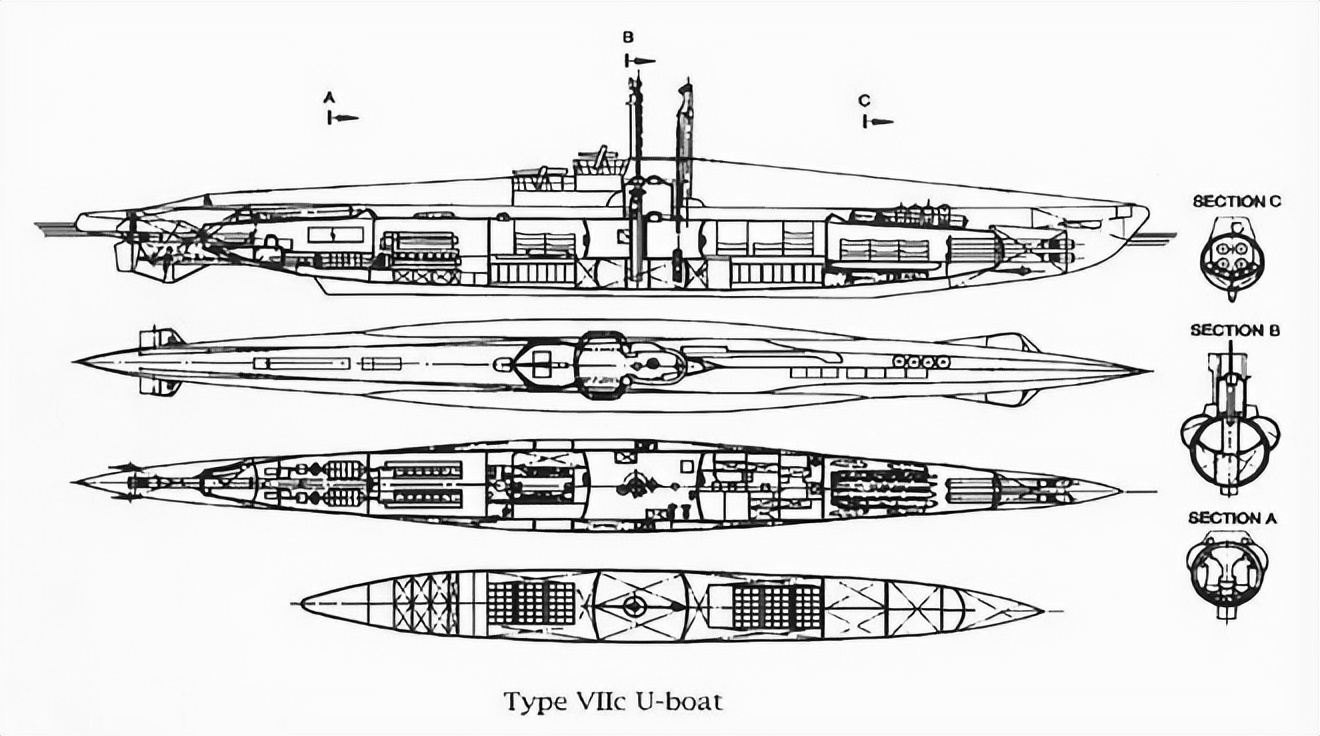
Sơ đồ các mặt cắt một tàu ngầm Type VIIC

Phân lớp VIIC của Tàu ngầm Type VII là một phiên bản VIIB được kéo dài thêm. Chúng có trọng lượng choán nước 769 t (757 tấn Anh) khi nổi và 871 t (857 tấn Anh) khi lặn). Con tàu có chiều dài chung 67,10 m (220 ft 2 in), lớp vỏ trong chịu áp lực dài 50,50 m (165 ft 8 in), mạn tàu rộng 6,20 m (20 ft 4 in), chiều cao 9,60 m (31 ft 6 in) và mớn nước 4,74 m (15 ft 7 in).
Chúng trang bị hai động cơ diesel Germaniawerft F46 siêu tăng áp 6-xy lanh 4 thì, tổng công suất 2.800–3.200 PS (2.100–2.400 kW; 2.800–3.200 bhp), dẫn động hai trục chân vịt đường kính 1,23 m (4,0 ft), cho phép đạt tốc độ tối đa 17,7 kn (32,8 km/h), và tầm hoạt động tối đa 8.500 nmi (15.700 km) khi đi tốc độ đường trường 10 kn (19 km/h). Khi đi ngầm dưới nước, chúng sử dụng hai động cơ/máy phát điện AEG GU 460/8–27 tổng công suất 750 PS (550 kW; 740 shp). Tốc độ tối đa khi lặn là 7,6 kn (14,1 km/h), và tầm hoạt động 80 nmi (150 km) ở tốc độ 4 kn (7,4 km/h). Con tàu có khả năng lặn sâu đến 230 m (750 ft).
Vũ khí trang bị có năm ống phóng ngư lôi 53,3 cm (21 in), bao gồm bốn ống trước mũi và một ống phía đuôi, và mang theo tổng cộng 14 quả ngư lôi, hoặc tối đa 22 quả thủy lôi TMA, hoặc 33 quả TMB. Tàu ngầm Type VIIC bố trí một hải pháo 8,8 cm SK C/35 cùng một pháo phòng không 2 cm (0,79 in) trên boong tàu. Thủy thủ đoàn bao gồm 4 sĩ quan và 40-56 thủy thủ.

### Chế tạo
U-201 được đặt hàng vào ngày 23 tháng 9, 1939, và được đặt lườn tại xưởng tàu của hãng Friedrich Krupp Germaniawerft tại Kiel vào ngày 20 tháng 1, 1940. Nó được hạ thủy vào ngày 7 tháng 12, 1940, và nhập biên chế cùng Hải quân Đức Quốc Xã vào ngày 25 tháng 1, 1941 dưới quyền chỉ huy của Hạm trưởng, Đại úy Hải quân Adalbert Schnee.

## Lịch sử hoạt động

### 1941

#### Chuyến tuần tra thứ nhất
U-201 khởi hành từ cảng Kiel vào ngày 22 tháng 4, 1941 cho chuyến tuần tra đầu tiên trong chiến tranh. Nó tiến ra Bắc Hải, rồi băng qua khe GIUK giữa quần đảo Faroe và Iceland để đi đến khu vực tuần tra về phía Nam Iceland và Greenland. Tại đây vào ngày 2 tháng 5, nó phóng ngư lôi tấn công chiếc tàu chở dầu Anh Capulet 8.190 GRT thuộc Đoàn tàu HX 211. Capulet đã trúng ngư lôi phóng từ tàu ngầm U-552 từ ngày 28 tháng 4, bị vỡ lườn và bốc cháy, nên đã bị thủy thủ đoàn bỏ lại, và cuối cùng bị U-201 đánh chìm tại tọa độ 60°16′B 16°10′T / 60,267°B 16,167°T. Đến ngày 9 tháng 5, ở vị trí về phía Đông Bắc mũi Farewell Greenland, nó đã tấn công Đoàn tàu OB 318 và đánh chìm chiếc tàu buôn Anh Gregalia 5.802 GRT tại tọa độ 60°24′B 32°37′T / 60,4°B 32,617°T, đồng thời gây hư hại cho tàu buôn Anh Empire Cloud 5.969 GRT cùng ngày hôm đó. Ba tàu hộ tống cho Đoàn tàu OB 318 đã phản công trong suốt năm giờ, với tổng cộng 99 quả mìn sâu được thả xuống, gây hư hại đáng kể cho U-201, nhưng chiếc tàu ngầm cuối cùng thoát được và về đến cảng Lorient bên bờ biển Đại Tây Dương của Pháp đã bị Đức chiếm đóng, đến nơi vào ngày 18 tháng 5.

#### Chuyến tuần tra thứ hai
hai vào ngày 8 tháng 6, U-201 hoạt động tại vùng biển phía Tây Ireland (Khu vực Tiếp cận phía Tây), nhưng không tìm thấy mục tiêu nào phù hợp. Nó kết thúc chuyến tuần tra và quay trở về Brest, một cảng Pháp khác cùng tại bờ biển Đại Tây Dương, đến nơi vào ngày 19 tháng 7. Brest trở thành căn cứ hoạt động của chiếc tàu ngầm trong suốt bảy chuyến tuần tra tiếp theo.

#### Chuyến tuần tra thứ ba
U-201 khởi hành từ Brest, Pháp vào ngày 14 tháng 8 cho chuyến tuần tra thứ ba, và hoạt động tại vùng biển Bắc Đại Tây Dương ngay phía Tây vịnh Biscay về phía Tây Nam Ireland. Nó đã phối hợp cùng một bầy sói để tấn công Đoàn tàu OG 71 vào ngày 19 tháng 8, và một bốn quả ngư lôi phóng ra lúc 04 giờ 06 phút đã trúng đích, đánh chìm tàu chở hàng Anh Ciscar 1.809 GRT và tàu chở hành khách Aguila 3.255 GRT cùng tại tọa độ 49°23′B 17°56′T / 49,383°B 17,933°T. Chiếc tàu ngầm tiếp tục theo dõi Đoàn tàu OG 71, rồi đến ngày 23 tháng 8 đã lại tấn công và đánh chìm các tàu buôn Anh Aldergrove 1.974 GRT và Stork 787 GRT ở vị trí về phía Tây Bắc Lisbon, Bồ Đào Nha, tại tọa độ 40°43′B 11°39′T / 40,717°B 11,65°T. Chiếc tàu ngầm kết thúc chuyến tuần tra vào ngày 25 tháng 8.

#### Chuyến tuần tra thứ tư
Tiếp tục xuất phát từ cảng Brest, Pháp cho chuyến tuần tra thứ tư vào ngày 14 tháng 9, U-201 quay trở lại vùng biển phía Tây Nam Ireland. Nó đã tấn công Đoàn tàu OG 74, và chỉ trong ngày 21 tháng 9 đã đánh chìm ba tàu buôn Anh: Runa 1.575 GRT, Lissa 1.511 GRT và Rhineland 1.381 GRT ở vị trí về phía Đông Bắc quần đảo Azores, tại tọa độ 46°20′B 22°23′T / 46,333°B 22,383°T. Đến ngày 27 tháng 9, chiếc tàu ngầm tiếp tục tấn công Đoàn tàu HG 73 ở vị trí khoảng 430 nmi (800 km) về phía Đông Nam đảo Cape Clear, Ireland, đánh chìm tàu buôn Anh Cervantes 1.810 GRT lúc 02 giờ 08 phút, tại tọa độ 48°37′B 20°01′T / 48,617°B 20,017°T. Loạt ngư lôi thứ hai đánh trúng HMS Springbank 5.155 GRT, một tàu buôn được trang bị máy phóng; Springbank bị bỏ lại và bị đánh chìm bằng hải pháo từ các tàu hộ tống của đoàn tàu vận tải, tại tọa độ 49°09′B 20°10′T / 49,15°B 20,167°T. Đến chiều tối ngày hôm đó, U-201 còn tiếp tục đánh chìm tàu buôn Anh Margareta 3.103 GRT lúc 23 giờ 03 phút ở vị trí về phía Tây Nam Cape Clear, tại tọa độ 50°15′B 17°27′T / 50,25°B 17,45°T. Chiếc tàu ngầm quay trở về Brest vào ngày 30 tháng 9.

#### Chuyến tuần tra thứ năm
Trong chuyến tuần tra tiếp theo diễn ra từ ngày 29 tháng 10 đến ngày 9 tháng 12, U-201 tiếp tục hoạt động tại khu vực phía Tây vịnh Biscay. Tuy nhiên nó không đánh chìm được mục tiêu nào trong chuyến này.

### 1942

#### Chuyến tuần tra thứ sáu
Chuyến tuần tra thứ sáu trở thành lượt hoạt động dài ngày nhất của U-201: 59 ngày, bắt đầu từ ngày 24 tháng 3, 1942 và kết thúc vào ngày 21 tháng 5. Chiếc tàu ngầm đã băng qua suốt Đại Tây Dương để hoạt động dọc theo vùng bờ Đông Đại Tây Dương của Hoa Kỳ. Nó đã tấn công và gây hư hại cho tàu chở dầu Argentina Victoria 7.417 GRT trung lập ở vị trí khoảng 300 nmi (560 km) về phía Đông mũi Hatteras, North Carolina vào ngày 18 tháng 4. Ba ngày sau đó chiếc tàu ngầm đánh chìm tàu buôn Na Uy Bris 2.027 GRT lúc 02 giờ 36 phút ở vị trí khoảng 260 nmi (480 km) về phía Tây Bắc Bermuda, tại tọa độ 33°35′B 69°38′T / 33,583°B 69,633°T. Sang ngày hôm sau 22 tháng 4, nó lại đánh chìm tàu chở hành khách Hoa Kỳ SS San Jacinto 6.069 GRT lúc 03 giờ 29 phút ở vị trí khoảng 375 nmi (694 km) về phía Đông Nam mũi Hatteras, tại tọa độ 31°10′B 70°45′T / 31,167°B 70,75°T, và tàu buôn Anh Derryheen 7.217 GRT lúc 09 giờ 05 phút ở vị trí khoảng 300 nmi (560 km) về phía Tây Bermuda, tại tọa độ 31°20′B 70°35′T / 31,333°B 70,583°T.

#### Chuyến tuần tra thứ bảy
Tính theo tải trọng tàu bè bị đánh chìm, chuyến tuần tra thứ bảy là lượt hoạt động thành công nhất của U-201; nó xuất phát từ Brest vào ngày 27 tháng 6 để hoạt động ở phía Tây eo biển Gibraltar. Tại đây vào ngày 6 tháng 7, nó đã đánh chìm tàu biển chở hành khách Avila Star 14.443 GRT ở vị trí khoảng 90 nmi (170 km) về phía Đông đảo São Miguel, Azores. Sau đó đến lượt tàu buôn Anh Cortona 7.093 GRT bị đánh chìm, sau khi phân tán khỏi Đoàn tàu OS 33 và trúng ngư lôi từ tàu ngầm U-116, lúc 00 giờ 41 phút ở vị trí khoảng 383 nmi (709 km) về phía Tây Madeira vào ngày 12 tháng 7. Một chiếc khác thuộc Đoàn tàu OS 33, tàu buôn Anh Siris 5.242 GRT, trúng ngư lôi lúc 04 giờ 13 phút và đắm lúc 06 giờ 26 phút cùng vào ngày hôm đó ở vị trí về phía Nam Azores, tại tọa độ 31°20′B 24°48′T / 31,333°B 24,8°T.
Hoạt động xa hơn về phía Nam dọc theo bờ biển Tây Phi, U-201 lần lượt tấn công và đánh chìm tàu buôn Anh Sithonia 6.726 GRT bị phân tán khỏi Đoàn tàu OS 33 về phía Tây quần đảo Canaria tại tọa độ 29°00′B 25°00′T / 29°B 25°T lúc 02 giờ 21 phút ngày 13 tháng 7; tàu chở dầu Anh British Yeoman 6.990 GRT lúc 01 giờ 46 phút ngày 15 tháng 7 về phía Tây Nam quần đảo Canaria, tại tọa độ 26°42′B 24°20′T / 26,7°B 24,333°T; và tàu đánh cá vũ trang Anh HMS Laertes (545 tấn) ngoài khơi Freetown lúc 23 giờ 05 phút ngày 25 tháng 7, tại tọa độ 6°00′B 14°17′T / 6°B 14,283°T. Chiếc tàu ngầm quay trở về Brest vào ngày 8 tháng 8.

#### Chuyến tuần tra thứ tám
U-201 khởi hành từ Brest, Pháp vào ngày 6 tháng 9 cho chuyến tuần tra thứ tám, và hoạt động tại vùng biển vùng biển Đại Tây Dương ngoài khơi Nam Mỹ. Tại đây vào ngày 2 tháng 10, nó đã phóng ngư lôi đánh chìm tàu buôn Hoa Kỳ Alcoa Transport 2.084 GRT lúc 08 giờ 33 phút, ở vị trí khoảng 100 nmi (190 km) về phía Đông Nam đảo Trinidad, tại tọa độ 09°03′B 60°10′T / 9,05°B 60,167°T. Đến ngày 8 tháng 10, sau cuộc truy đuổi kéo dài 32 giờ suốt quãng đường 290 nmi (540 km) và tiêu phí tám quả ngư lôi, tàu Liberty John Carter Rose 7.191 GRT cuối cùng bị đánh chìm lúc 02 giờ 32 ở vị trí khoảng 620 nmi (1.150 km) về phía Đông đảo Trinidad, tại tọa độ 10°27′B 45°37′T / 10,45°B 45,617°T. Sang ngày hôm sau 9 tháng 10, tàu buôn Hà Lan Flensburg 6.421 GRT trúng ngư lôi lúc 01 giờ 23 phút ở vị trí cách 500 nmi (930 km) ngoài khơi Suriname, rồi đắm sau quả ngư lôi thứ hai lúc 07 giờ 35 phút tại tọa độ 10°45′B 46°48′T / 10,75°B 46,8°T. U-201 quay trở về Brest vào ngày 26 tháng 10.

### 1943

#### Chuyến tuần tra thứ chín - Bị mất
U-201 xuất phát từ Brest vào ngày 3 tháng 1, 1943 cho chuyến tuần tra thứ chín, cũng là chuyến cuối cùng, hướng sang vùng bờ biển Đại Tây Dương của Canada. Tại đây vào ngày 17 tháng 2, nó bị tàu khu trục Anh HMS Viscount phát hiện và thả mìn sâu tấn công, đánh chìm tại vùng biển phía Đông Newfoundland tại tọa độ 50°50′B 40°50′T / 50,833°B 40,833°T; toàn bộ 49 thành viên thủy thủ đoàn đều đã tử trận.

### "Bầy sói" tham gia
U-201 từng tham gia tám bầy sói:
- West (8 – 13 tháng 5, 1941)
- Kurfürst (16 – 20 tháng 6, 1941)
- Störtebecker (5 – 19 tháng 11, 1941)
- Gödecke (19 – 25 tháng 11, 1941)
- Letzte Ritter (25 tháng 11 - 4 tháng 12, 1941)
- Hai (3 – 20 tháng 7, 1942)
- Falke (8 – 19 tháng 1, 1943)
- Haudegen (19 tháng 1 - 15 tháng 2, 1943)

### Tóm tắt chiến công
U-201 đã đánh chìm được 22 tàu buôn tổng tải trọng 102.697 GRT và hai tàu chiến phụ trợ tải trọng 5.700 GRT, đồng thời gây hư hại cho hai tàu buôn khác:
| Ngày             | Tên tàu          | Quốc tịch              | Tải trọng | Số phận      |
| ---------------- | ---------------- | ---------------------- | --------- | ------------ |
| 2 tháng 5, 1941  | Capulet          | United Kingdom         | 8.190     | Bị đánh chìm |
| 9 tháng 5, 1941  | Empire Cloud     | United Kingdom         | 5.969     | Bị hư hại    |
| 9 tháng 5, 1941  | Gregalia         | United Kingdom         | 5.802     | Bị đánh chìm |
| 19 tháng 8, 1941 | Aguila           | United Kingdom         | 3.255     | Bị đánh chìm |
| 19 tháng 8, 1941 | Ciscar           | United Kingdom         | 1.809     | Bị đánh chìm |
| 23 tháng 8, 1941 | Aldergrove       | United Kingdom         | 1.974     | Bị đánh chìm |
| 23 tháng 8, 1941 | Stork            | United Kingdom         | 787       | Bị đánh chìm |
| 21 tháng 9, 1941 | Lissa            | United Kingdom         | 1.511     | Bị đánh chìm |
| 21 tháng 9, 1941 | Rhineland        | United Kingdom         | 1.381     | Bị đánh chìm |
| 21 tháng 9, 1941 | Runa             | United Kingdom         | 1.575     | Bị đánh chìm |
| 27 tháng 9, 1941 | Cervantes        | United Kingdom         | 1.810     | Bị đánh chìm |
| 27 tháng 9, 1941 | HMS Springbank   | Hải quân Hoàng gia Anh | 5.155     | Bị đánh chìm |
| 27 tháng 9, 1941 | Margareta        | United Kingdom         | 3.103     | Bị đánh chìm |
| 18 tháng 4, 1942 | Victoria         | Argentina              | 7.417     | Bị hư hại    |
| 21 tháng 4, 1942 | Bris             | Norway                 | 2.027     | Bị đánh chìm |
| 22 tháng 4, 1942 | Derryheen        | United Kingdom         | 7.217     | Bị đánh chìm |
| 22 tháng 4, 1942 | San Jacinto      | United States          | 6.069     | Bị đánh chìm |
| 6 tháng 7, 1942  | Avila Star       | United Kingdom         | 14.443    | Bị đánh chìm |
| 12 tháng 7, 1942 | Cortona          | United Kingdom         | 7.093     | Bị đánh chìm |
| 12 tháng 7, 1942 | Siris            | United Kingdom         | 5.242     | Bị đánh chìm |
| 13 tháng 7, 1942 | Sithonia         | United Kingdom         | 6.723     | Bị đánh chìm |
| 15 tháng 7, 1942 | British Yeoman   | United Kingdom         | 6.990     | Bị đánh chìm |
| 25 tháng 7, 1942 | HMS Laertes      | Hải quân Hoàng gia Anh | 545       | Bị đánh chìm |
| 2 tháng 10, 1942 | Alcoa Transport  | United States          | 2.084     | Bị đánh chìm |
| 8 tháng 10, 1942 | John Carter Rose | United States          | 7.191     | Bị đánh chìm |
| 9 tháng 10, 1942 | Flensburg        | Netherlands            | 6.421     | Bị đánh chìm |